# Je vous emmerde
Je vous emmerde est une chanson composée et interprétée par Philippe Katerine en 1999 sur son album Les Créatures. Le morceau a également été diffusé sous forme de single, pressé notamment sur un disque vinyle 45 tours et diffusé par radio.
La chanson prend la forme d'un dialogue humoristique dans lequel un personnage désabusé et un peu éméché tente d'inviter à danser une femme à la langue bien pendue.
Elle a été reprise en 2001 par Les Betteraves, groupe de ska punk français.

## Liens
- Ressource relative à la musique :   - MusicBrainz (œuvres)